# Savijanje limova
Savijanje limova je postupak obrade metala bez skidanja strugotine, kod kojeg se u poprečnom presjeku unutrašnji dio skraćuje i opterećen je na tlak, dok se vanjski dio produljuje i opterećen je na vlak. Savijanje limova se dijeli na: kružno savijanje, savijanje pod kutom (oštrokutno savijanje) i profilno savijanje.

## Ručno savijanje limova
Ručno savijanje limova može biti savijanje limova po kutom (kutno savijanje) i lučno savijanja limova.

### Savijanje limova pod kutom
Prvi korak u savijanju limova pod kutom je ocrtavanje mjera (dimenzija) prema zahtjevu tehničkog crteža. Zatim se lim stegne u škripac u kojega se stave odgovarajući L ulošci i izvrši se savijanje. Savijanje se u škripcu može izvesti i pomoću drvenih uložaka. Po limu se udara cijelom površinom drvenog (gumenog) čekića i to ujednačenim udarcima.

### Lučno savijanje limova
Neposredno lučno savijanje izvodi se stezanjem valjkastog profila u škripac, preko kojega se vrši savijanje pomoću čekića ili kliješta. Za savijanje se može koristiti i šiljak nakovnja ili odgovarajuće cijevi.

## Kružno savijanje lima

### Strojevi s ručnim pogonom
Ovi strojevi su jednostavne konstrukcije i pogodni su u pojedinačnoj proizvodnji za savijanje limova debljine do 2 mm. Dva donja valjka, koji se pokreću ručicom, daju limu pravocrtno (translatorno) kretanje, a okreću se u istom smjeru. Gornji valjak se može okomito pomjerati pomoću 2 navojna vretena, koji se okreću posebnim ručicama, čime se podešava visinska razlika gornjeg valjka prema paru donjeg valjka. Prije uvlačenja lima u stroj, potrebno je bridove lima saviti ručno, kako bi se olakšalo povlačenje i savijanje lima. Valjci se izrađuju od čelika dobrih mehaničkih svojstava, jer su u radu izloženi na savijanje.

### Savijačice s 3 valjka
Alatni stroj ima 3 paralelno postavljena valjka za valjanje cilindričnih (valjkastih) plašteva. Dva donja valjka su pogonska i služe kao oslonac, dok je treći valjak malko veći, te nema svoj pogon. Osim rotacije, veliki valjak se može okomito pomicati i time odrediti polumjer savijanja lima. Pogon je mehanički, odnosno okretni moment se s elektromotornog pogona prenosi na spojku, zatim na prigon kojim se podešava brzina i smjer rotacije, te na pogonske valjke. Okomito pomicanje većeg valjka može se ostvariti mehanički (navojnim vretenom i maticom kod konstruktivno jednostavnijih strojeva) ili hidraulički (kod većih strojeva koji zahtijevaju postizanje većih sila savijanja). Kod standardnih alatnih strojeva za valjanje cillindričnih plašteva, duljina valjaka ne prelazi 4 metra. Promjeri valjaka se mijenjaju prema debljini lima, koji se savija, te polumjeru na koji se lim savija.
Iako su valjci paralelni, postoje i modeli strojeva kod kojih se pogonski valjci mogu vodoravno razmaknuti s jedne strane alatnog stroja u svrhu dobivanja cilindrično zaobljenja proizvoda. Neki sustavi s 3 valjka mogu tako približiti valjke da mogu raditi i predsavijanje.

### Savijačice s 4 valjka
Konstruktivna rješenja savijanja lima na savijačicama s 4 valjka omogućuju različite radne operacije. Samo je jedan valjak radni, ostali su oslonci koji mogu mijenjati položaj, kako bi savijali cilindrične ili konusne (stožaste) plohe, obaviti predsavijanje ili savijanje formi. Način rada je isti kao i kod savijačice s 3 valjka, ali kod savijačica s 4 valjka dodan je još jedan „pomoćni“ valjka, koji poboljšava svojstva savijačice. Pomicanje valjaka okomito, vodoravno ili zakretno obavlja se hidrauličkim cilindrima. Upravljanje je pomoću mikroprocesora (CNC ili numeričko upravljanje).

## Kutno savijanje limova
Kutno savijanje je oblik savijanja dugih i tankih limova. Alat koji se koristi kod savijanja lima ima dva dijela. Donji dio je matrica (kalup) u kojoj je V utor. Gorni dio alata je žig, koji pritiskuje lim u V utor matrice i uzrokuje savijanje lima. Alatni stroj koji se koristi za kutno savijanje je preša s prosječnom snagom od oko 25 tona po metru duljine savijanja. Za kutno savijanje limova koriste: ručne preše kod manjih i tanjih obradaka, mehaničke preše (ekscentar preše i koljenaste preše) ili hidrauličke preše.

### Ručne mehaničke savijačice
Na metalnom radnom stolu nalazi se ploča koja savija tanji lim dimenzija debljine do 2 mm i širine do 2000 mm. Savijanje se obavlja ručicom (polugom). Kut savijanja određuje se očitanjem kuta kazaljke. Graničnik je jednostavan, blokada koja zaustavlja lim kod odabrane duljine prepusta.

### Mehaničke savijačice ili preše
Na čeličnom postolju nalazi se radni stol na koji se ugrađuje matrica. Žig je ugrađen na držač alata koji je spojen polugom (ojnicom, klipnjačom) na ekscentar preše, koji se nalazi na zamašnjaku. Okretni moment zamašnjaka se prenosi iz prigona kojim se regulira brzina vrtnje. Pogon je elektromotorni, trofaznim asinkronim kaveznim elektromotorom.  Postavljanje obratka, limene ploče je ručno. Kontrola dubine savijana i kuta savijanja je nakon postavljanja ulaznih podataka automatska. Alat mora biti tako oblikovan i postavljen da rezultantna sila pada u os žiga i matrice. Ako postoji razlika u osima alata, dolazi do deformacije alata, nesimetričnog zazora, istupljivanja, te zaribavanja žiga i matrice.

### Hidrauličke savijačice ili preše
Kad mehaničke ekscentar preše više ne mogu zadovoljiti potrebe tlačenja obratka, nastavlja se sa savijanjem na jačim hidrauličkim prešama, koje postižu mnogo puta veće tlakove. Žig je spojen na držač alata, na hidrauličkom cilindru i obavlja glavni rad, pritiskom limene trake na matricu. Zbog toga dolazi do savijanja trake koja poprima oblik po međuprostoru, koji je između žiga i matrice. Kutno savijanje počinje od ravne trake koja se može više puta okretati i ponovo savijati, kako bi se izradili složeni profili (postupak profilnog savijanja. Graničnik može biti kontroliran računalom (numeričko upravljanje), kako bi se omogućila izrada niza operacija uz visoki stupanj točnosti. Također se može snimiti točan položaj i pritisak potreban za svako savijanje i spremiti u memoriju računala. Ponovljene operacije omogućuju savršeno postizanje istog oblika svih ostalih obradaka. Osim rada sa žigom i matricom kod profilnog savijanja mogu se koristiti i složeni alati, koji omogućuju izradu posebnih oblika u samo jednom zahvatu.